# Chemnitz
Chemnitz (numit între 1953 și 1990 Karl-Marx-Stadt) este un oraș cu statut de district urban din landul Saxonia, Germania, situat pe malul râului Chemnitz, la sud-est de Leipzig.
Orașul Chemnitz e numit după râul Chemnitz, un mic afluent al râului Zwickau Mulde. Cuvântul "Chemnitz" e din limba sorabă (Soraba de sus: Kamjenica) și înseamnă "[pârâu] pietros". Cuvântul e compus din cuvântul slavic "kamen", ce înseamnă "piatră", și sufixul feminin -ica.
Un exemplu de toponimie similar e orașul Camenița din Ucraina apuseană, cunoscut pentru castelul lui. 

## Istoric
La început, a fost un punct comercial pe drumul sării către Praga, fiind consemnat în 1143. Prima filatură din Germania a funcționat aici din 1800, iar prima locomotivă germană a fost construită tot aici. Orașul este, în prezent, un important centru industrial.

## Personalități
- Catherine Flemming, actriță
- Stefan Heym, scriitor și jurnalist
- TM Rotschönberg, pictor
- Gabriele Seyfert, multiplă campioană la patinaj artistic